# Последнее королевство
«После́днее короле́вство» (англ. The Last Kingdom) — британский исторический сериал, который является телевизионной адаптацией популярной серии книг Бернарда Корнуэлла под общим названием «Саксонские хроники». Премьера сериала состоялась 10 октября 2015 года на телеканале BBC America в США, а в Великобритании — 22 октября того же года на телеканале BBC Two. 14 апреля 2023 года на экраны вышло полнометражное продолжение сериала — фильм «Последнее королевство: Семь королей должны умереть».

## Сюжет
Сюжет телесериала разворачивается во второй половине IX — начале X веков, в бурный период, сменивший эпоху англосаксонской гептархии, когда то, что сейчас известно как Англия, представляло собой несколько отдельных королевств — Нортумбрию, Мерсию, Уэссекс, Восточную Англию и пр. Мудрая и дальновидная политика короля Альфреда Великого позволила объединить Уэссекс, а его сыну Эдуарду Старшему удалось завоевать Восточную Англию, покорить данов и аннексировать Мерсию. И лишь Нортумбрия на севере осталась спорной территорией между англосаксами и скоттами, предками шотландцев.
| Сезон | Серии | Серии | Даты показа     | Даты показа     | Даты показа |
| Сезон | Серии | Серии | Первая серия    | Последняя серия | Канал       |
| ----- | ----- | ----- | --------------- | --------------- | ----------- |
| 1     | 8     | 8     | 10 октября 2015 | 28 ноября 2015  | BBC Two     |
| 2     | 8     | 8     | 16 марта 2017   | 4 мая 2017      | BBC Two     |
| 3     | 10    | 10    | 19 ноября 2018  | 19 ноября 2018  | Netflix     |
| 4     | 10    | 10    | 26 апреля 2020  | 26 апреля 2020  | Netflix     |
| 5     | 10    | 10    | 9 марта 2022    | 9 марта 2022    | Netflix     |

### Первый сезон
Первый сезон основан на первом и втором романах серии — «Последнее королевство» и «Бледный всадник». В 866 году Англосаксонские земли подвергаются нападению «Великой армии язычников» — викингов, и власть над ними захватывают даны. Частичную независимость сохраняет только королевство Уэссекс, которым правят король Этельред и его умный и талантливый брат Альфред.
Действие происходит между 866 и 887 годами. Отца и старшего брата главного героя, Утреда Беббанбургского, убивают даны; выживают только его дядя и мачеха. Самого Утреда и саксонскую девушку по имени Брида захватывает ярл Рагнар, который относится к мальчику как к родному сыну и воспитывает как Утреда Рагнарссона. Проходит время. Накануне свадьбы дочери Рагнара, Тиры, дан Кьяртан поджигает дом, в котором спит вся семья. Рагнар погибает, а Тиру берут в рабство; спасаются только Утред и Брида, поскольку они остались в лесу, ухаживая за углевыжигательной печью. Нападающих возглавляет Кьяртан, викинг, который был изгнан Рагнаром из своих земель несколькими годами ранее за преступление, совершённое сыном Кьяртана, Свеном.
Утред клянётся отомстить за смерть Рагнара и одновременно надеется вернуть принадлежащий ему по праву Беббанбург, который захватил его дядя Эльфрик. Он присоединяется к только что коронованному королю Уэссекса Альфреду. Его преданность королю постоянно подвергается испытанию, поскольку он постоянно вынужден выбирать между королевством своих предков и данами, которые его воспитали.

### Второй сезон
Второй сезон охватывает события третьего и четвёртого романов Корнуэлла: «Властелин Севера» и «Песнь небесного меча». Действие происходит в 878—886 годах. По поручению Альфреда Утред вызволяет из рабства Кьяртана короля Нортумбрии Гутреда и влюбляется в его сестру Гизелу. Гутред предаёт Утреда и продаёт его в рабство. Спустя год его сводный брат, Рагнар, вызволяет Утреда по приказу Альфреда. Утред женится на Гизеле, но вновь вынужден служить Альфреду.
Вскоре Утред и Рагнар получают шанс отомстить Кьяртану. Во время схватки Рагнар убивает Кьяртана и находит свою считавшуюся погибшей сестру, Тиру, живой. Идут годы. Братья-даны Сигфрид и Эрик захватывают Лондон и берут в плен дочь короля Альфреда Этельфледу. Друг и многолетний советник Альфреда, Одда, выступает против намерения Альфреда спасти дочь любой ценой и ради спасения королевства атакует крепость Бенфлеот, где содержится Альфреда. Тем временем один из братьев, Эрик, влюбляется в Этельфледу, и решает похитить её, предав брата. Утред решает помочь Эрику, однако план проваливается: Эрик погибает от руки собственного брата, Этельфледа сбегает, а Сигфрид выходит на бой с войском лорда Одды. Сигфрид терпит поражение и погибает от руки Этельфледы, а Утред вынужден остаться на службе у короля Альфреда.
Это был последний сезон, который транслировался на BBC перед его переездом на платформу Netflix.

### Третий сезон
Начиная с третьего сезона за создание сериала отвечает Netflix. Сезон основан на пятом и шестом романах: «Горящая земля» и «Смерть королей», однако по сравнению с предыдущими сезонами в сюжете присутствуют значительные изменения. Действие происходит между 893 и 900 годами. На фоне продолжающегося противостояния между христианами и датчанами здоровье короля Альфреда неуклонно ухудшается.
По мнению одного из критиков, Netflix оказал положительное влияние на сериал: «Это способствовало определённому увеличению производственного бюджета, особенно во время эпической битвы в финале, в которой каждый взмах меча и каждый удар щита попадал точно в точку». Рецензент добавил, что «сериал стал более кровавым, во многом благодаря красивой, но психически неуравновешенной Скади (Тея Софи Лок Несс)». Смена дистрибьютора привела также к увеличению хронометража и количества серий с восьми до десяти.
Все десять серий третьего сериала стали доступны на Netflix 19 ноября 2018 года.

### Четвёртый сезон
Четвертый сезон основан на седьмом и восьмом романах Корнуэлла: «Языческий лорд» и «Пустой трон». Как и в третьем сезоне, в сюжете присутствуют существенные изменения по сравнению с содержанием романов. Действие четвёртого сезона происходит примерно с 901 по 912 год и посвящено нападениям датчан, политической борьбе за трон Мерсии и нападению викингов на Винчестер. Импульсивному, но нерешительному сыну и наследнику Альфреда королю Эдуарду помогает во всех делах отважный Утред, но препятствуют интриги его тестя — амбициозного и коварного элдормена Уилтшира Этельхельма, любой ценой стремящегося усадить на трон своего внука Этельвирда.
Все десять серий четвёртого сериала появились на Netflix 26 апреля 2020 года.

### Пятый сезон
Пятый и заключительный сезон основан на девятом и десятом романах Корнуэлла: «Воины бури» и «Несущий пламя». Как и в третьем и четвёртом сезонах, изложение событий, которые приблизительно можно датировать 917—921 годами, значительно отличается от сюжета романов. Утред Беббанбургский постарел и потерял многих друзей, но сохранил свой авторитет и воинские навыки. Принеся присягу покойному королю Альфреду, он вынужден служить его не столь мудрому и осмотрительному сыну Эдуарду, который покорил данов Йорка, а после смерти сестры Этельфледы аннексировал Мерсию, но так и не смог завоевать Нортумбрию, вместе с родовым гнездом Утреда — Беббанбургом…
Все десять серий финального сезона появились на Netflix 9 марта 2022 года.

## В ролях

### Основной состав
= Главная роль в сезоне
     = Второстепенная роль в сезоне
     = Не появляется
| Актёр                 | Персонаж               | Появление в сезонах | Появление в сезонах | Появление в сезонах | Появление в сезонах | Появление в сезонах | Появление в сезонах |
| Актёр                 | Персонаж               | 1                   | 2                   | 3                   | 4                   | 5                   | Эпизоды             |
| --------------------- | ---------------------- | ------------------- | ------------------- | ------------------- | ------------------- | ------------------- | ------------------- |
| Александр Дреймон     | Утред Беббанбургский   | 8                   | 8                   | 10                  | 10                  | 10                  | 46                  |
| Дэвид Доусон          | король Альфред         | 7                   | 8                   | 10                  |                     |                     | 25                  |
| Эмили Кокс            | Брида                  | 6                   | 3                   | 8                   | 9                   | 8                   | 34                  |
| Тобиас Зантельман     | Рагнар Младший         | 5                   | 4                   | 4                   |                     |                     | 13                  |
| Адриан Бауэр          | Леофрик                | 7                   |                     | 2                   |                     |                     | 9                   |
| Томас В. Габриэльссон | Гутрум                 | 6                   |                     |                     |                     |                     | 6                   |
| Саймон Кунц           | Одда Старший           | 5                   | 8                   |                     |                     |                     | 13                  |
| Гарри Макинтайр       | Этельвольд             | 6                   | 8                   | 10                  |                     |                     | 24                  |
| Руне Темте            | Убба                   | 4                   |                     |                     |                     |                     | 4                   |
| Джозеф Миллсон        | Эльфрик                | 2                   | 2                   |                     | 3                   |                     | 7                   |
| Брайан Вернел         | Одда Младший           | 7                   |                     |                     |                     |                     | 7                   |
| Эми Рен               | Милдрит                | 5                   |                     |                     |                     |                     | 5                   |
| Чарли Мёрфи           | королева Изольда       | 3                   |                     |                     |                     |                     | 3                   |
| Иэн Харт              | отец Беокка            | 8                   | 7                   | 10                  | 3                   |                     | 28                  |
| Элиза Баттерворт      | Эльсвита               | 7                   | 8                   | 10                  | 10                  | 10                  | 45                  |
| Туре Линдхардт        | Гутред                 |                     | 4                   |                     |                     |                     | 4                   |
| Ева Бертистл          | Хильда                 | 2                   | 6                   | 5                   | 2                   | 2                   | 17                  |
| Джерард Кернс         | Халиг                  | 2                   | 3                   |                     |                     |                     | 5                   |
| Дэвид Сколфилд        | аббат Эадред           |                     | 3                   |                     |                     |                     | 3                   |
| Пери Баумайстер       | Гизела                 |                     | 8                   | 1                   |                     |                     | 9                   |
| Питер Макдональд      | брат Трю               |                     | 3                   |                     |                     |                     | 3                   |
| Марк Роули            | Финан                  |                     | 6                   | 10                  | 10                  | 10                  | 36                  |
| Александр Вийом       | Чартан                 | 1                   | 3                   |                     |                     |                     | 4                   |
| Юлия Бахе-Вииг        | Тира                   | 1                   | 5                   | 7                   |                     |                     | 13                  |
| Оле Кристоффер Эртвог | Свен                   | 1                   | 4                   |                     |                     |                     | 5                   |
| Бьёрн Бенгтссон       | Сигфрид                |                     | 8                   |                     |                     |                     | 8                   |
| Каван Клеркин         | отец Пирлиг            |                     | 4                   | 6                   | 10                  | 10                  | 30                  |
| Арнас Федаравичюс     | Ситрик                 |                     | 8                   | 10                  | 10                  | 10                  | 38                  |
| Кристиан Хиллборг     | Эрик                   |                     | 8                   |                     |                     |                     | 8                   |
| Йеппе Бек Лаурсен     | Хэстен                 |                     | 7                   | 9                   | 5                   | 2                   | 23                  |
| Тоби Регбо            | Этельред               |                     | 6                   | 9                   | 6                   |                     | 21                  |
| Милли Брейди          | Этельфледа             |                     | 8                   | 9                   | 10                  | 4                   | 31                  |
| Джеймс Норкот         | Алдхельм               |                     | 6                   | 9                   | 9                   | 10                  | 33                  |
| Эдриан Буше           | Стеапа                 |                     | 8                   | 9                   | 4                   |                     | 21                  |
| Юэн Митчелл           | Осферт                 |                     | 3                   | 10                  | 10                  | 5                   | 28                  |
| Саймон Стенспил       | Дагфинн                |                     | 2                   | 5                   |                     |                     | 7                   |
| Тимоти Иннес          | король Эдуард          |                     |                     | 10                  | 10                  | 10                  | 30                  |
| Тея Софи Лок Несс     | Скаде                  |                     |                     | 8                   |                     |                     | 8                   |
| Ола Рапас             | Сигурд Кровавые Волосы |                     |                     | 7                   |                     |                     | 7                   |
| Магнус Бруун          | Кнут                   |                     |                     | 8                   | 4                   |                     | 12                  |
| Эдриан Шиллер         | Этельхельм Старший     |                     |                     | 6                   | 9                   | 10                  | 25                  |
| Кевин Элдон           | епископ Эркенвальд     |                     |                     | 8                   |                     |                     | 8                   |
| Джейми Блэкли         | Эрдвульф               |                     |                     |                     | 8                   |                     | 8                   |
| Стефани Мартини       | Эдит                   |                     |                     |                     | 10                  | 10                  | 20                  |
| Финн Эллиотт          | Утред Младший          |                     |                     |                     | 9                   | 7                   | 16                  |
| Руби Хартли           | Стиорра                |                     |                     |                     | 6                   | 10                  | 16                  |
| Ричард Диллейн        | Лудека                 |                     |                     |                     | 4                   |                     | 4                   |
| Дориан Лок            | Бургред                |                     |                     |                     | 4                   | 2                   | 6                   |
| Стефан Родри          | король Хивел Да        |                     |                     |                     | 4                   |                     | 4                   |
| Найджел Линдси        | Родри                  |                     |                     |                     | 4                   |                     | 4                   |
| Эйстейн Сигурдарссон  | Сигтрюгг               |                     |                     |                     | 4                   | 7                   | 11                  |
| Амелия Кларксон       | Эльфледа               |                     |                     | 4                   | 8                   | 5                   | 17                  |
| Гарри Гилби           | Этельстан              |                     |                     |                     |                     | 10                  | 10                  |
| Патрик Робинсон       | отец Бенедикт          |                     |                     |                     |                     | 7                   | 7                   |
| Фиа Сабан             | Эльфвина               |                     |                     |                     |                     | 10                  | 10                  |
| Мики Столт            | Ронгвальд              |                     |                     |                     |                     | 8                   | 8                   |
| Гарри Антон           | Бресал                 |                     |                     |                     |                     | 7                   | 7                   |
| Соня Кэссиди          | Эдгива                 |                     |                     |                     |                     | 8                   | 8                   |
| Райан Куормби         | Кинлаф                 |                     |                     |                     |                     | 5                   | 5                   |
| Якко Охтонен          | Уолланд                |                     |                     |                     |                     | 10                  | 10                  |
| Род Халлет            | король Константин      |                     |                     |                     |                     | 5                   | 5                   |
| Оссиан Перрет         | Витгар                 |                     |                     |                     | 2                   | 5                   | 7                   |
| Эван Хоррокс          | Этельвирд              |                     |                     |                     |                     | 9                   | 9                   |
| Бамшад Абеди-Амин     | Яхья                   |                     |                     |                     |                     | 4                   | 4                   |
| Росс Андерсон         | Домнал                 |                     |                     |                     |                     | 5                   | 5                   |
| Всего эпизодов        | Всего эпизодов         | 8                   | 8                   | 10                  | 10                  | 10                  | 46                  |

### Второстепенный состав
| Представленные в первом сезоне - Мэттью Макфэдьен — лорд Утред - Рутгер Хауэр — Равн - Петер Ганцлер — ярл Рагнар - Том Тейлор — Утред в детстве - Хеннинг Валин Джейкобсен — Сторри - Джейсон Флеминг — король Эдмунд - Алек Ньюман — король Этельред - Лоркан Крантич — отец Селбикс - Виктор Макгуайр — Освальд - Шон Гилдер — Вульфер - Йонас Мальмшё — Скорпа Белая Лошадь - Пол Риттер — король Передур - Николас Роу — брат Ассер | Представленные во втором сезоне - Ричард Рэнкин — отец Хротверд - Магнус Самуэльсон — Клапа - Энтони Козенс — Эйдан - Хенрик Лундстрём — Ролло - Марк Риссман — Текиль - Кристофер Скиреф — Джонис - Эрик Мэдсен — Фиске - Йоханнес Хаукур — Сверри - Оенгус Макнамара — Бьёрн - Тибор Майлос Криско — Райпер - Ингар Хельге Гимле — Гелгилл | Представленные в третьем сезоне - Эд Берч — Сигебрит - Джулия Браун — Эгвинна - Иэн Коннингем — Оффа - Тиго Гернандт — Джекдоу - Джон Ферлонг — брат Годвин - Дебби Чейзен — Сэйбл - Антон Сондерс — Годрик - Киран Оуэнс — Тидман - Дэниэл Туит — брат Хьюберт - Аннамария Бито — Эльфвина в детстве - Бернард Корнуэлл — Бьорнхерд - Ли Бордмен — Гутлак |

| Представленные в четвёртом сезоне - Каспар Гриффитс — Этельстан в детстве - Мате Хауманн — Ценр - Марселл Жолт Халми — Этельвирд в детстве - Габриэль Харланд — Молодой Кнут - Тристан Харланд — Эсга - Хелена Олбрайт — Эльфвина в детстве - Кирилл Банфалви — сын Бургреда - Ричард Хип — брат Осви - Николас Эсбери — брат Истин - Оскар Скагерберг — Бьоргульф - Антал Лейзен — Креода - Кимберли Уинтл — Тэтан | Представленные в пятом сезоне - Эмили Ахчина — Вибеке - Илона Чевакова — Ингрит - Клара Толнаи — Сидгефлед - Лара Стюард — Хелла - Кэти Пикок — Аалис |

## Производство
Съёмки сериала начались в ноябре 2014 года. Компания Carnival Films разработала сериал для BBC Two и BBC America, снимая в Венгрии и Великобритании. Ник Мёрфи выступил в роли соисполнительного продюсера и стал режиссёром нескольких эпизодов.
В декабре 2015 года сериал был продлён на второй сезон, премьера которого состоялась 16 марта 2017 года в США.
В сентябре 2017 года сериал был продлён на третий сезон, который стал доступен эксклюзивно на Netflix 19 ноября 2018 года. В декабре 2018 года сериал был официально продлён на четвёртый сезон, съёмки которого завершились в октябре 2019 года, а премьера состоялась 26 апреля 2020 года.
7 июля 2020 года Netflix продлил сериал на пятый сезон, который, как стало известно 30 апреля 2021 года, станет последним. Съёмки пятого сезона завершились в июне 2021 года.
14 апреля 2023 года вышло продолжение сериала — полнометражный фильм «Последнее королевство: Семь королей должны умереть».

## Топонимы и их современные названия
- Беббанбург — (современное название — Замок Бамборо) — замок на восточном побережье Англии, к югу от острова Линдисфарн. Его координаты 55°36′33″ с. ш. 1°42′41″ з. д.HGЯO,
- Эофорвик — (современное название — Йорк) — столица королевства Нортумбрия, на севере Англии. В 866 году захвачен датчанами и переименован ими в Йорвик.
- Нортумбрия — королевство на севере Англии.
- Мерсия — королевство к югу от Нортумбрии.
- Восточная Англия — небольшое королевство (столица Дис) к востоку от Мерсии.
- Уэльс — королевство к западу от Мерсии, на западном побережье Англии.
- Лунден — (современное название Лондон) — город на реке Темез (Темза), во времена, описываемые в сериале, относился к королевству Мерсия.
- Уэссекс — королевство на юге Англии, к югу от Темеза. Столица Эксанкестер (современное название — Эксетер). Альфред Великий предпочитал править из Сиппанхамма.
- Редингум — (современное название — Рединг) — город на реке Кент (притоке Темзы), примерно в 50 километрах западнее Лондона.
- Батум — (современное название — Бат) — небольшой город на старой римской дороге, в 15 километрах от Бристоля на восток. Ещё во времена римлян тут был бальнеологический курорт.
- Сиппанхамм — (современное название — Чиппенем), графство Уилтшир. Расположен в 30 километрах к востоку от Бристоля.
- Сюннигтвайт — (современное название — Суинитуэйт), графство Йоркшир. Ставка Рагнара Старшего, куда был мальчишкой привезен Утред.
- Лойдис (Loidis) — (современное название — Лидс), Западный Йоркшир. Поблизости от него дочь Утреда Сидгефлед хотела основать новое поселение данов.
- Винтанкестер — (современное название — Уинчестер), город, который Альфред Великий в поздние годы своей жизни сделал столицей Уэссекса. Здесь он умер и здесь же похоронен.
- Дефнаскир (современное название — Девоншир) — небольшое королевство или олдерменство на юге Англии, к западу от Уэссекса. В Дефнаскире находится поместье Окстон, которое Утред получил, женившись на Милдрет. Окстон расположен на берегу реки Уэск (современное название Экс).
- Дунхелм (Dunelm) — (современное название — Дарэм (Durham)), крепость в Северо-Восточной Англии на реке Уир.
- Бенфлеот (Benfleot) — (современное название — Бенфлит (Benfleet)), крепость в Эссексе (совр. район Касл-Пойнт), близ которой в 894 году произошло сражение между саксами и данами.
- Корнуолл — королевство на Корнуольском полуострове, к западу от Дефнаскира, заселено бриттами.
- Сэферн — совр. река Северн. «Широкое Сэфернское море» — эстуарий реки Северн, впадающий в Бристольский залив.
- Сомерсетские болота — ландшафтный заповедник в национальном парке Эксмур, графство Сомерсет. Болота на севере впадают в Сэфернское море (Бристольский залив). Здесь король Альфред спасался после разгрома.
- Эгбертов камень — судя по описанию в тексте хроник, остаток мегалитического сооружения из трех камней, лежащих на склоне холма. До настоящего времени не сохранился. Судя по примечанию автора хроник, историки сходятся на том, что холм с камнем возвышался над деревней Вилиг (современное название — Кингстон Деверил, Kingston Deverill). Координаты деревни 51°07′59″ с. ш. 2°13′14″ з. д.HGЯO. Здесь король Альфред собирал свои войска. Эгберт, англосаксонский король (годы правления 802—839), дед Альфреда, который распространил свое влияние на всю южную Англию (за исключением Нортумбрии), вершил на этих камнях свой суд. Камень находился примерно в 42 километрах западнее Стоунхенджа.